# Сильва, Генри
Генри Сильва (англ. Henry Silva; 23 сентября 1926, Бруклин, Нью-Йорк — 14 сентября 2022, Вудленд-Хиллз, Калифорния) — американский актёр.

## Биография
Генри Сильва родился 23 сентября 1926 в Бруклине. Отец итальянец, мать из Пуэрто-Рико. Работал официантом, затем окончил Актёрскую студию в Нью-Йорке. Первую роль в кино сыграл в фильме «Вива, Сапата!» (1952). В начале карьеры, подобно Энтони Куинну, в основном исполнял роли индейцев, в зрелом возрасте играл преимущественно отрицательные роли негодяев, бандитов, киллеров и гангстеров. В 1970-х годах снимался в итальянских спагетти-вестернах и криминальных фильмах.
С 1966 по 1987 год был женат на Рут Граф, родившей ему двоих сыновей: Майкла и Скотта.
Сильва умер 14 сентября 2022 года, за девять дней до своего 96-летия, в доме Фонда кино и телевидения в Лос-Анджелесе.

## Избранная фильмография
1974 х/ф "Почти человек", роль - комиссар полиции.
| Год  |   | Русское название                           | Оригинальное название                      | Роль               |
| ---- | - | ------------------------------------------ | ------------------------------------------ | ------------------ |
| 1952 | ф | Вива, Сапата!                              | Viva Zapata!                               | крестьянин         |
| 1957 | ф | Шляпа, полная дождя                        | A Hatful of Rain                           | Мама               |
| 1958 | ф | Бравадос                                   | The Bravados                               | индеец Лухан       |
| 1959 | ф | Зелёные поместья                           | Green Mansions                             | Куа Ко             |
| 1960 | ф | Одиннадцать друзей Оушена                  | Ocean’s Eleven                             | Роджер Корнелл     |
| 1962 | ф | Маньчжурский кандидат                      | The Manchurian Candidate                   | Чунджин            |
| 1962 | ф | Сержанты-3                                 | Sergeants 3                                | Горный Орёл        |
| 1964 | ф | Тайное вторжение                           | The Secret Invasion                        | Джон Даррелл       |
| 1967 | ф | Несравненный                               | Matchless                                  | Генк Норрис        |
| 1973 | ф | Мужчины                                    | Les hommes                                 | Эверетт            |
| 1979 | ф | Жажда                                      | Thirst                                     | доктор Гаусс       |
| 1979 | ф | Любовь и пули                              | Love And Bullets                           | Витторио Фаррони   |
| 1981 | ф | Команда Шарки                              | Sharky's Machine                           | Билли Скор         |
| 1983 | ф | Вне закона                                 | Le marginal                                | наркобарон Микаччи |
| 1983 | ф | Женщины за решёткой                        | Chained Heat                               | Лестер             |
| 1984 | ф | Гонки «Пушечное ядро» 2                    | Cannonball Run II                          | Слим               |
| 1985 | ф | Кодекс молчания                            | Code of Silence                            | Луис Камачо        |
| 1986 | ф | Аллан Куотермейн и потерянный Город Золота | Allan Quatermain and the Lost City of Gold | Агон               |
| 1988 | ф | Над законом                                | Above the Law                              | Курт Зегон         |
| 1989 | ф | Обученные убивать                          | Trained to Kill                            | Эйс Дюран          |
| 1989 | ф | Ки-Воин                                    | Cyborg - Il guerriero d'acciaio            | Хаммер             |
| 1990 | ф | Дик Трейси                                 | Dick Tracy                                 | Инфлюенс           |
| 1995 | ф | Пропавшая школа                            | Drifting School                            | генерал Стерн      |
| 1996 | ф | Время бешеных псов                         | Mad Dog Time                               | Сонный Джо Карлайл |
| 1999 | ф | Пёс-призрак: путь самурая                  | Ghost Dog: The Way of the Samurai          | Рэй Варго          |
| 2001 | ф | Одиннадцать друзей Оушена                  | Ocean's Eleven                             | зритель бокса      |